# ソニービジネスソリューション
ソニービジネスソリューション株式会社 （英: Sony Business Solutions Corporation）は、放送用・業務用製品に関するソリューションサービス事業を行うため、かつて存在したソニーグループの企業である。

## 主なソリューション
- デジタルサイネージ
- 高品質ビデオ会議システム
- 番組自動送出システム
- 遠隔講義ソリューション
- FeliCa PKI Option
- アナログカメラ／IPカメラ統合管理ソリューション Argonet
- IPビデオモニタリングソリューション
- 遠隔集中監視ソリューション
- データストレージソリューション
- インフォメーションライフサイクルマネジメントシステム（ILM）
- 各種業務用AVシステム

## 事業所一覧
- 本社 - 東京都港区
- エリアサービス北海道 - 北海道札幌市
- エリアサービス東北 - 宮城県仙台市
- プロダクツサービス部 - 東京都品川区
  - 業務用機器サービス
  - 放送用機器サービス
- エリアサービス長野 - 長野県松本市
- エリアサービス北陸 - 石川県金沢市
- エリアサービス東海 - 愛知県名古屋市
- エリアサービス関西 - 大阪府大阪市
- エリアサービス中国 - 広島県広島市
- エリアサービス四国 - 香川県高松市
- エリアサービス九州 - 福岡県福岡市
- bit-drive インフォメーションセンター - 東京都品川区

## 取得許可
- 届出電気通信事業
- 特定建設業（電気工事業、電気通信工事業）
- 電気工事業者
- 高度管理医療機器等販売業・賃貸業許可
- 医療用具専業修理業許可

## 社史
- 1989年12月 - ソニーシステムサービス株式会社として設立（1990年4月営業開始）。
- 2001年4月 ‐ ソニーブロードバンドソリューション株式会社へ商号変更。伊藤忠テクノサイエンス株式会社（現・伊藤忠テクノソリューションズ株式会社）との合弁により、法人向けAV/ITソリューションを提供する企業として事業開始。

- 2007年3月 - ソニーグループが100％出資。
- 2009年4月 - ソニーマーケティング株式会社より放送局等向け保守サービス業務を承継。
- 2009年9月 - ソニー株式会社より法人向けISP事業「bit-drive」を承継。
- 2010年4月 - ソニービジネスソリューション株式会社へ商号変更。
- 2021年4月 - ソニーマーケティング株式会社と経営統合。